# Katie Melua
Pour les articles homonymes, voir Méloua (patronyme).
Katie Melua, de son vrai nom Ketevan Melua (en géorgien : ქეთევან „ქეთი“ მელუა), est une chanteuse, compositrice et musicienne britannique d'origine géorgienne, née le 16 septembre 1984 à Koutaïssi, en Géorgie (alors intégrée à l'URSS). Elle grandit en Géorgie, puis en Irlande du Nord à partir de l'âge de neuf ans et en Angleterre, où elle reçoit en août 2005 la nationalité britannique.
Son premier album, Call Off the Search, sorti en novembre 2003, atteint la première place des charts au Royaume-Uni. Son deuxième album, Piece by Piece, sorti en septembre 2005, rencontre également un grand succès.

## Biographie et carrière

### Enfance

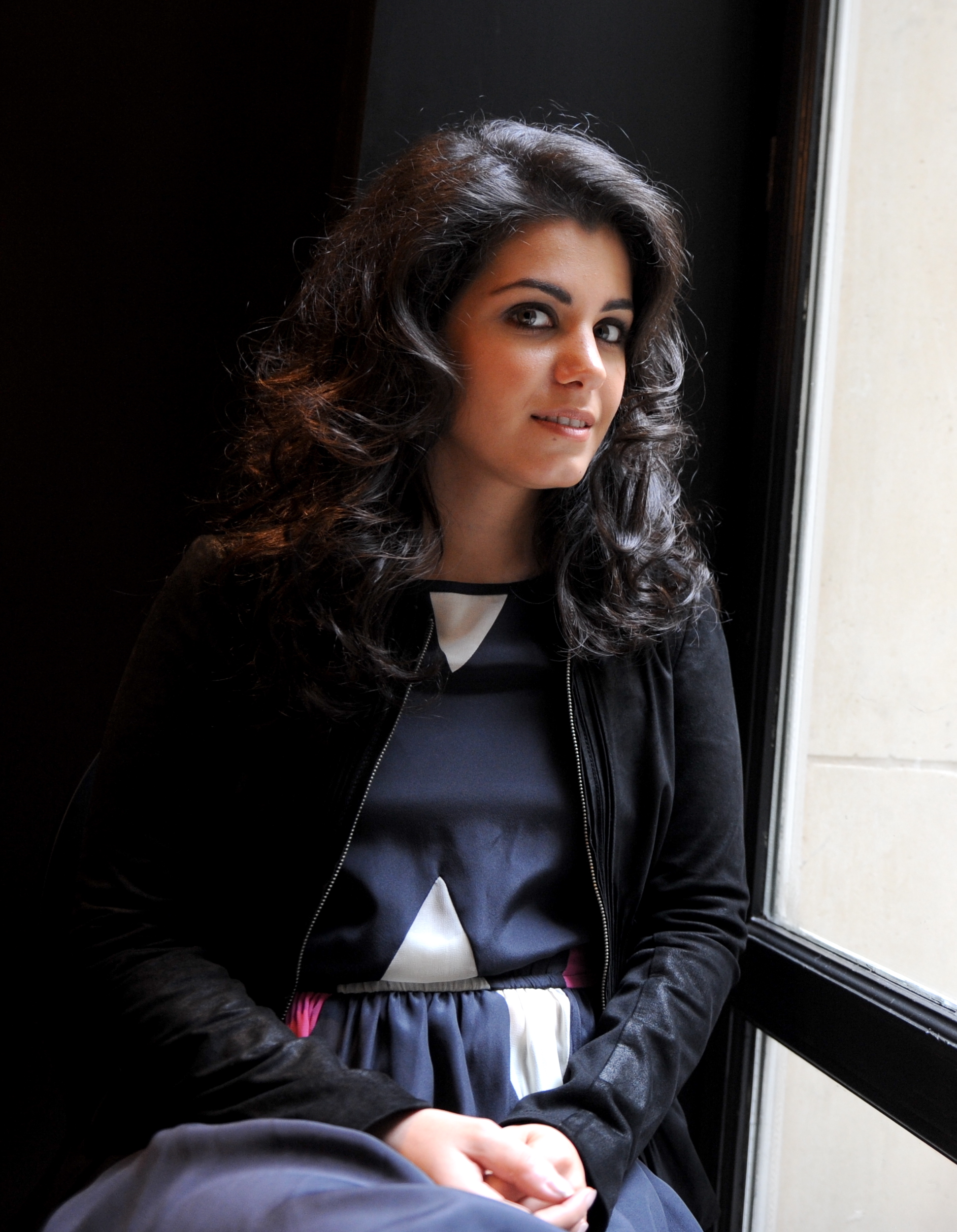
Katie Melua, le 02 mars 2012 à Paris.

Ketevan Méloua est née à Koutaïssi en Géorgie en 1984. Elle passe la majeure partie de son enfance dans la capitale, Tbilissi, puis dans la ville de Batoumi. Son père y travaille comme cardiologue mais les conditions de vie de la population géorgienne se dégradent après la chute du bloc soviétique. Sa famille migre alors en 1993 à Belfast puis à Londres en 1998. Katie Melua dit avoir eu une enfance très heureuse en Géorgie, même si la vie était difficile.

### Première apparition télévisée
À 15 ans, Katie Melua gagne un concours de talents sur la chaîne de télévision britannique ITV en interprétant Without You, un titre du groupe Badfinger popularisé par Harry Nilsson.

### Scolarité
Pendant ses dernières années de scolarité, elle suit les cours de la Brit School for the Performing Arts et décroche un BTEC et un A-level en musique.
Elle commence à écrire des chansons en 2001 alors qu'elle est encore plongée dans ses études.

### Nationalité britannique
Au début du mois d'août 2005, Katie Melua et sa famille deviennent citoyens britanniques, après avoir fait allégeance à la reine Élisabeth II lors d'une cérémonie de naturalisation à Weybridge dans le Surrey.

### Mike Batt
Katie Melua est remarquée lors d'un showcase à la Brit School par l'auteur-compositeur et producteur anglais Mike Batt, qui recherchait alors un artiste capable de chanter « du jazz et du blues de manière captivante ». Elle rejoint alors le label Dramatico et commence l'enregistrement de ses premiers morceaux.

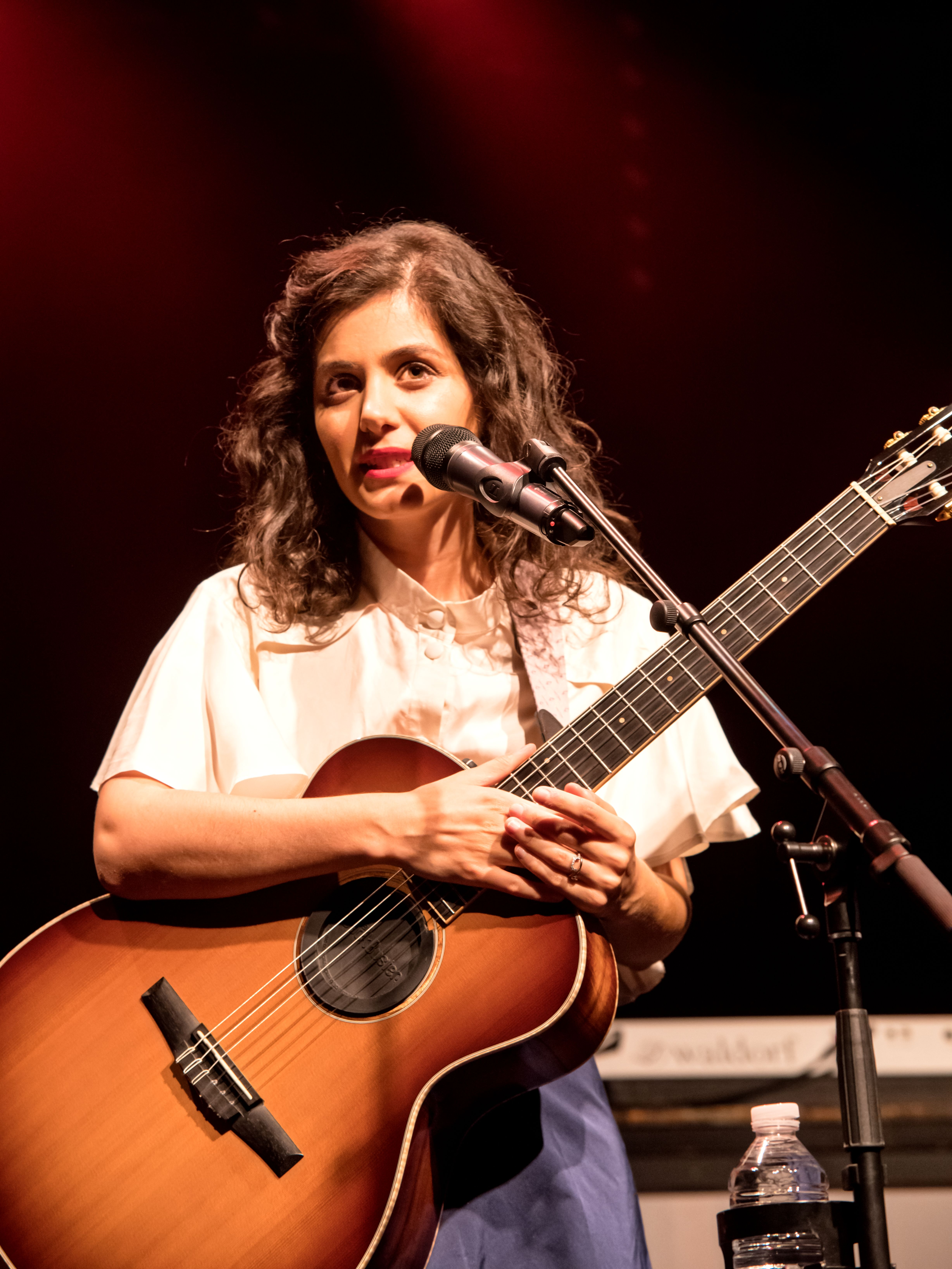
Zelt-Musik-Festival en 2016 à Fribourg-en-Brisgau, Allemagne.

En France, Katie Melua est invitée dans l'émission Tout le monde en parle de Thierry Ardisson en 2005. Elle collabore ensuite avec Nagui et réalise deux apparitions à Taratata aux côtés de Jamie Cullum (lorsqu'elle chante Angie) puis seule en 2006 et 2007.

## Albums

### Call Off the Search
Call Off the Search sort au Royaume-Uni le 3 novembre 2003. On y trouve des chansons signées John Mayall, Randy Newman (I Think it's Going to Rain Today) ou James Shelton (Lilac Wine) mais également Melua et Batt.
Le succès rencontré par l'opus est immédiat, il atteint la première place des charts britanniques en janvier 2004 et le Top 20 des charts australiens en juin 2004. Le titre phare The Closest Thing to Crazy atteint le Top 5 en Irlande, le Top 10 au Royaume-Uni, le Top 20 en Norvège, le Top 30 en Europe et le Top 50 en Australie. Au Royaume-Uni, l'album s'est écoulé à 1,2 million d'exemplaires (quadruple disque de platine) et est resté 6 semaines au sommet des charts. Il s'est vendu à 3 millions d'exemplaires dans le monde.
Katie Melua s'inspire de la chanteuse Eva Cassidy dans son album Call Off the Search. Elle y interprète d'ailleurs une chanson en son hommage : Faraway Voice (for Eva Cassidy).

### Piece by Piece
Son deuxième album, Piece by Piece, est sorti le 26 septembre 2005. Il comprend le titre Nine Million Bicycles, sorti le 19 septembre de la même année. Le premier passage du single sur les ondes britanniques eu lieu pendant le Terry Wogan Show du 1er août. On trouve dans l'album quatre chansons écrites par Melua, quatre par Batt, l'une en collaboration, les trois dernières étant des reprises, dont Just like Heaven de The Cure. La composition du groupe est restée identique à celle du premier opus jusqu'à récemment, lorsque deux de ses musiciens ont été remplacés pour raison familiale. L'album est directement devenu numéro un des ventes au Royaume-Uni la semaine du 3 octobre 2005.

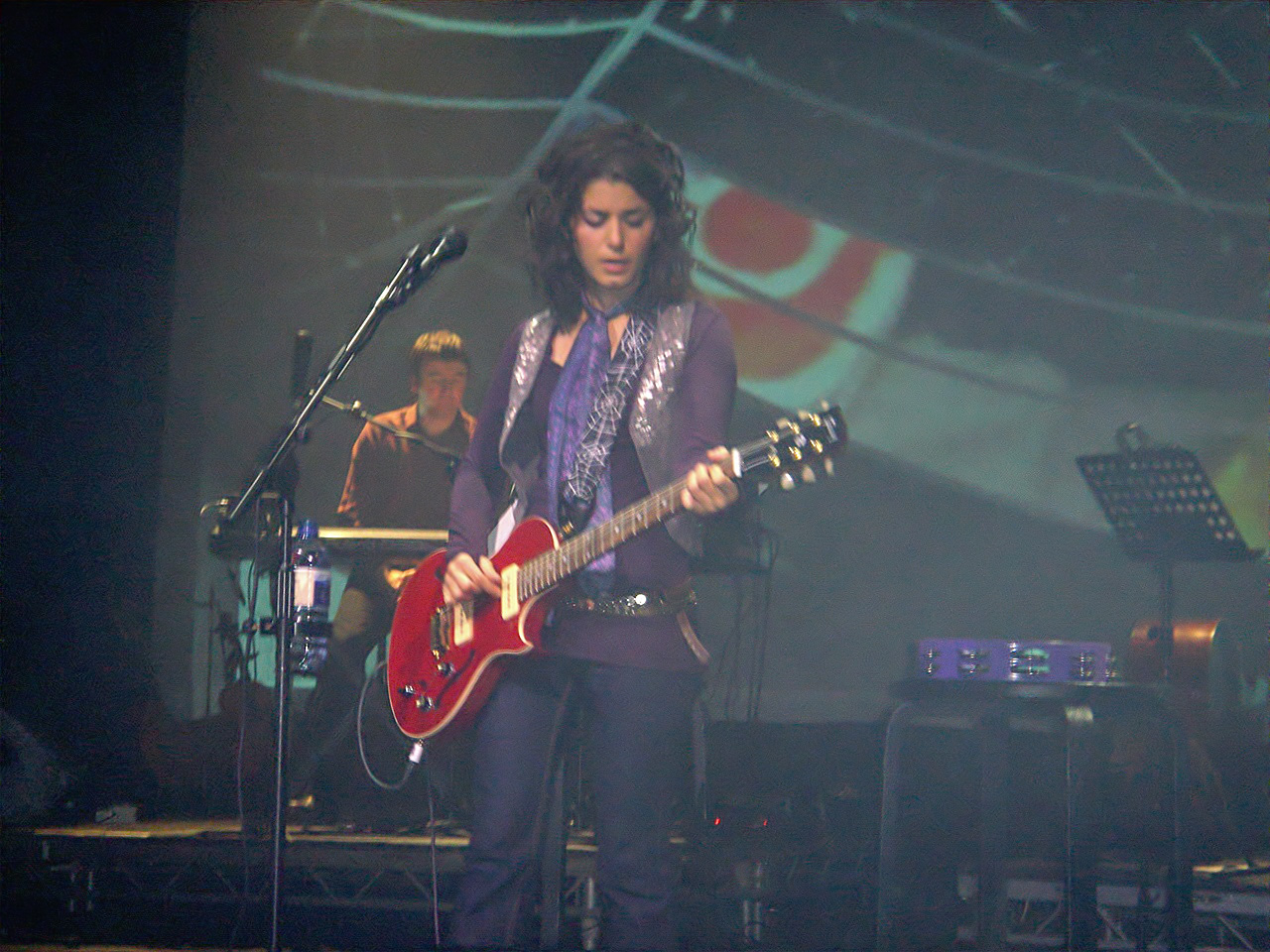
Katie Melua au Cambridge Corn Exchange, UK concert tour de 2006.

Le 30 septembre 2005, Melua est critiquée dans The Guardian par l'écrivain et scientifique Simon Singh à propos des paroles de la chanson Nine Million Bicycles. Dans cette chanson, le passage « We are 12 billion light-years from the edge. That's a guess — no-one can ever say it's true » (« Nous sommes à 12 milliards d'années-lumière du bord (de l'univers) qui est une hypothèse non vérifiable ») a été pris par Singh comme une attaque contre l'exactitude des travaux des cosmologistes, ce qui provoqua l'envoi de lettres d'autres lecteurs du Guardian, donnant eux aussi leur avis.
Le 15 octobre de la même année, Katie Melua et Singh apparaissent dans l'émission Today Programme de la BBC, émission durant laquelle Melua dévoile un réenregistrement de la chanson incluant les remarques de Singh, « We are 13.7 billion light-years from the edge of the observable universe; that's a good estimate with well-defined error bars/and with the available information, I predict that I will always be with you » (« Nous sommes à 13,7 milliards d'années-lumière du bord de l'univers observable ; c'est une bonne estimation et en tenant compte des marges d'erreur/et des informations disponibles, je prédis que je serai toujours avec toi »). Durant un débat opposant l'exactitude scientifique et la licence artistique, tous deux s'accordèrent sur le fait que ces nouvelles paroles auraient eu un bien moindre succès commercial. Katie Melua a admis qu'elle aurait dû mieux connaître le sujet, étant ancien membre du club d'astronomie de son école.

### Pictures
Son troisième album, Pictures, est sorti le 1er octobre 2007. Le premier single qui en est extrait, If You Were A Sailboat, est sorti quant à lui une semaine plus tôt (le 24 septembre 2007). Après deux semaines, il est déjà numéro un des ventes aux Pays-Bas, en Allemagne et en Irlande. Après l'album suit une tournée appelée Arena Tour qui réunira 150 000 spectateurs en Europe et génèrera un album live où Katie chante notamment avec beaucoup d'émotion When You Taught Me How to Dance, chanson issue du film Miss Potter sorti en 2006.

### The House
Son quatrième album est sorti le 24 mai 2010. Katie Melua a voulu tenter de nouvelles expériences musicales avec The House en s'associant au producteur de musique électronique William Orbit. Le premier single extrait de cet album est The Flood (deuxième titre sur l'album). Le deuxième single qui est sorti en juillet 2010 s'intitule A Happy Place.
À l’exception de The One I Love Is Gone, Katie Melua a écrit ou participé à l’écriture de toutes les chansons de The House. En plus des cinq titres écrits avec Guy Chambers, Katie Melua a collaboré avec la compositrice-interprète et amie de longue date Polly Scattergood sur Red Balloons, avec Rick Nowels sur Twisted et Plague Of Love et avec son directeur artistique Mike Batt sur God On The Drums, Devils On The Bass. En plus d’être le producteur exécutif de l’album, Mike Batt a été recruté par William Orbit pour assurer les arrangements et l’orchestration.

### Secret Symphony
Son cinquième album sort le 5 mars 2012. Il est produit par Mike Batt. Katie Melua décrit Secret Symphony comme l'album de ses chanteurs : « J'ai toujours voulu monter un projet comme celui-là, chanter les chansons des autres pour y apporter ma touche personnelle avec ma voix […]. Il se trouve que Mike a écrit quelques nouvelles chansons, mais l'idée générale était de reprendre de grands auteurs comme Ron Sexsmith (Gold In Them Hills), une de mes chansons préférées initialement enregistrée par Bonnie Raitt (Too Long At The Fair) et quelques autres plus connues comme Keeping The Dream Alive ». Elle y est accompagnée d'un orchestre symphonique.

### Ketevan
Katie Melua publie son sixième album le 16 septembre 2013, date de son anniversaire. Intitulé Ketevan (prénom de la chanteuse en géorgien), l'album comprend uniquement des compositions originales. En effet, souhaitant renouer avec l'écriture, elle s'associe à Mike Batt et Toby Jepson et livre ainsi plusieurs créations personnelles dont Shiver and Shake, Where Does The Ocean Go? et I Never Fall. On retrouve Mike Batt à la production, rejoint pour la première fois par son fils, Luke. Le morceau Sailing Ships From Heaven, produit par Luke Batt et initialement prévu pour Secret Symphony, a été le premier titre enregistré pour l'album.

### In Winter
Katie Melua publie son septième album le 14 octobre 2016. Intitulé In Winter, il est composé de 10 chansons originales, de nouveaux arrangements sur des chants de Noël, ainsi que de reprises. Il s'agit de son premier album qui n'est pas réalisé avec Mike Batt et le label Dramatico.

### Ultimate Collection
Katie Melua publie le 5 octobre 2018 Ultimate Collection, une compilation des plus grands titres de sa carrière. Il comprend 30 chansons sur deux CD, ainsi que trois titres exclusifs. Comme pour In Winter, l'album est réalisé avec le label BMG.

## Autres travaux

### Humanitaire
Katie Melua participe au concert de bienfaisance Band Aid 20 en novembre 2004, au cours duquel elle rejoint un chœur de pop-stars britanniques et irlandaises pour une reprise de Do They Know It's Christmas?, destinée à récolter de l'argent contre la famine en Afrique. Ce concert célébrait les 20 ans du Band Aid de Bob Geldof.
Le 19 mars 2005, elle réalise l'un de ses rêves d'enfance en interprétant Too Much Love Will Kill You sur scène avec le groupe Queen lors du « 46664 concert » donné dans la ville de George en Afrique du Sud (œuvre caritative de Nelson Mandela en faveur de la lutte contre le sida).
En 2009, elle devient le modèle de la marque danoise de bijoux et accessoires de mode, Pilgrim, pour le bijou dédié à l'association Médecins Sans Frontières. Dessiné par la maison danoise, le bijou est ensuite produit et vendu par Pilgrim et les bénéfices sont intégralement reversés à l'association[réf. nécessaire].

### Record mondial
Le 1er octobre 2006, Katie Melua entre dans le Livre Guinness des records après avoir donné le concert le plus profond sous le niveau de la mer (à −303 mètres), sur une plateforme pétrolière dans la mer du Nord. Un documentaire retraçant l'histoire de ce concert a été diffusé sur la chaîne norvégienne NRK1 et a été édité en DVD le 29 mai 2007 sous le nom de Concert Under The Sea: The Documentary Film.

### Filmographie
Katie Melua joue un rôle dans la fausse bande annonce Don't (réalisée par Edgar Wright) du diptyque Grindhouse réalisé par Quentin Tarantino (Boulevard de la mort) et Robert Rodriguez (Planète Terreur).

### Divers
Melua a repris en duo avec Jamie Cullum le titre Love Cats de The Cure lors des Brit Awards en février 2004.
En août 2005, elle joue lors d'un mariage de la Maison royale néerlandaise.
Durant trois ans, elle a été la compagne de Luke Pritchard, le chanteur et guitariste de The Kooks. Elle aurait entretenu une relation amoureuse avec la photographe Lara Bloom[réf. nécessaire]. Fiancée à James Toseland, elle s'est mariée avec lui le 1er septembre 2012 dans l'ouest de Londres. Lors d'une interview en 2020 sur la chaîne ITV, la chanteuse a confirmé la rumeur de son divorce et a précisé qu'elle et son ex-mari avaient "un grand respect l'un pour l'autre".

### Influences
Elle reconnaît les influences de Queen, Joni Mitchell, Bob Dylan, Eva Cassidy, de la musique traditionnelle irlandaise ainsi que de la musique indienne.

## Tournées

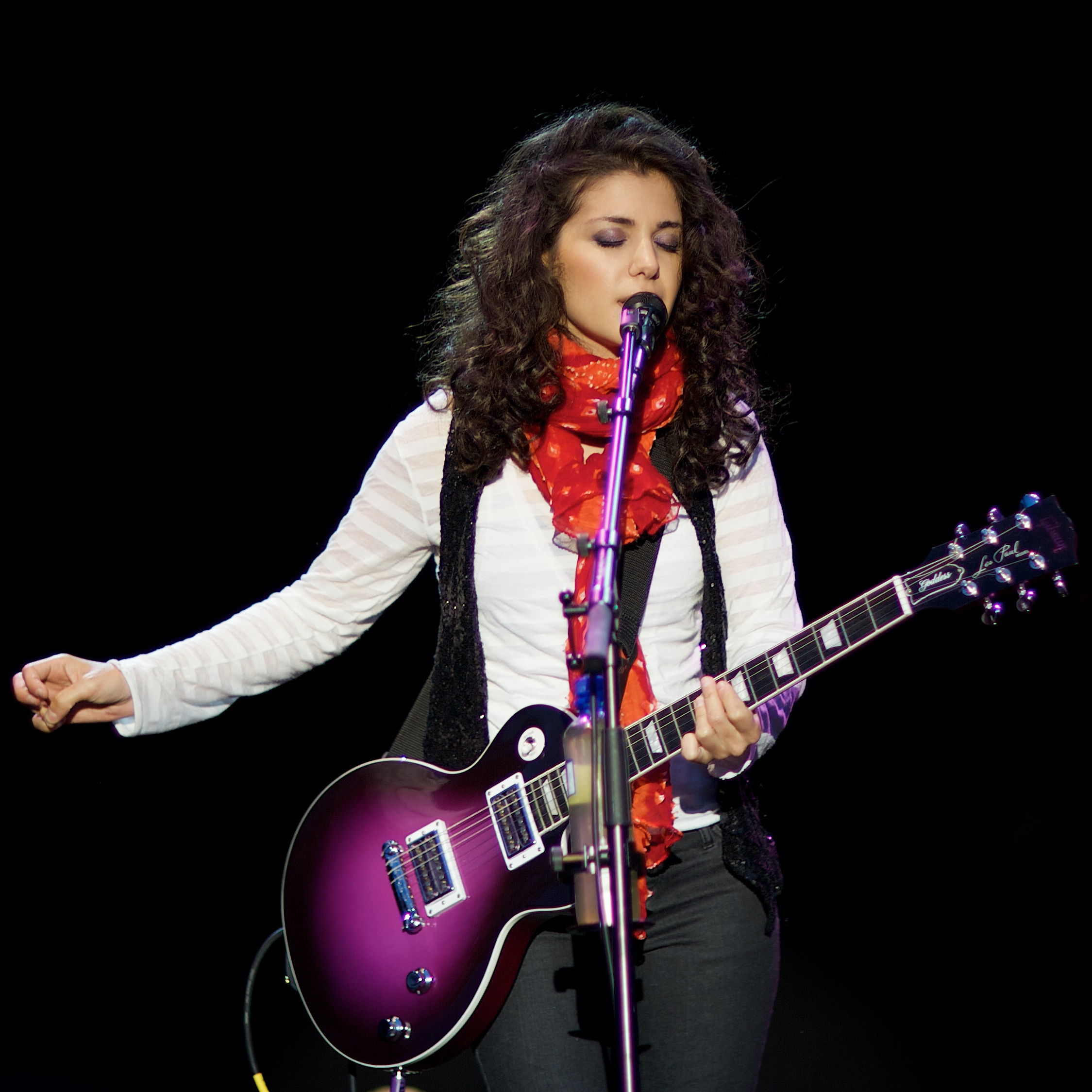
Katie Melua au Wrightegaarden en Norvège, le 29 juillet 2009 en musique.

En 2007, Katie Melua a effectué une tournée de 14 dates (Pays-Bas, Allemagne, Norvège, Irlande et Danemark).
Elle s'est produite au Nice Jazz Festival le 18 juillet 2007.
En 2008, elle a donné une série de concerts à travers l'Europe.
En 2011 : tournée à travers l'Europe.
En 2013, elle prévoit une tournée dans tout l'Hexagone. La chanteuse britannique décide par la suite d'annuler une grosse partie de sa tournée afin de préparer un nouvel album qu'elle présentera en fin d'année.

## Discographie
| Albums studio |
| --- |
| Call Off the Search - Sortie : 3 novembre 2003 (Royaume-Uni) - Meilleur classement : #1 Royaume-Uni - Ventes Royaume-Uni : 1,8+ million - BPI certification : 6x disque de platine - Singles : - 2003 : The Closest Thing to Crazy — #10 Royaume-Uni - 2004 : Call Off the Search — #19 Royaume-Uni - 2004 : Crawling Up a Hill — #46 Royaume-Uni |
| Piece by Piece - Sortie : 26 septembre 2005 (Royaume-Uni) - Meilleur classement : #1 (entrée) Royaume-Uni - Ventes Royaume-Uni : 600 000+ - BPI certification : 2x disque de platine - Singles : - 2005 : Nine Million Bicycles — #5 Royaume-Uni #5 Pays-Bas - 2005 : I Cried for You/Just Like Heaven — #35 Royaume-Uni                          |
| Pictures - Sortie : 1er octobre 2007 (Royaume-Uni) |
| The House - Sortie : 24 mai 2010 |
| Secret Symphony - Sortie : 5 mars 2012 |
| Ketevan - Sortie : 16 septembre 2013 |
| In Winter - Sortie : 14 octobre 2016 |
| Album No. 8 - Sortie : 2020 |
| Love & Money - Sortie : 2023 |

| Compilations                                                        |
| ------------------------------------------------------------------- |
| The Katie Melua Collection - Sortie : 27 octobre 2008 (Royaume-Uni) |
| Ultimate Collection - Sortie : 5 octobre 2018                       |

| Albums lives                                |
| ------------------------------------------- |
| Live at the O2 Arena - Sortie : 23 mai 2009 |

| Albums collaboratifs                                        |
| ----------------------------------------------------------- |
| Aerial Objects - Sortie : 15 juillet 2022 - avec Simon Goff |

| DVD |
| --- |
| - 2004 : Call Off the Search DVD Bonus - 2005 : On the road again - 2006 : Piece By Piece -Special Bonus Edition- Moment By Moment - 2007 : Concert Under The Sea: The Documentary Film - 2011 : Katie Melua with the Stuttgart Philharmonic Orchestra |

## Récompenses et nominations
- Le 29 avril 2006, une tulipe néerlandaise a été nommée Katie Melua pour lui rendre hommage[19],[20].
- Aux Brit Awards 2006, elle a été nommée dans les catégories « Best British Female Solo Artist » et « Best Pop Act »[21].
- Le 16 novembre 2006, à l'occasion de la cérémonie des World Music Awards qui s'est déroulée au Earls Court Exhibition Centre, à Londres, Katie a reçu le prix de la meilleure révélation féminine de l'année.
- L'astéroïde (25131) Katiemelua porte son nom.